# Eurovision Song Contest 1961
Eurovision Song Contest 1961, česky také Velká cena Eurovize 1961 (či jen Eurovize 1961), byl 6. ročník soutěže Eurovision Song Contest, který se konal 18. března 1961 v Cannes ve Francii díky vítězství zpěvačky Jacqueline Boyerové s písní Tom Pillibi v minulém ročníku. Pořádala ho Evropská vysílací unie (EVU) ve spolupráci s Radiodiffusion-Télévision Française (RTF). Soutěže se zúčastnilo šestnáct zemí. Kromě třinácti zemí, které se zúčastnily ročníku 1960, debutovaly v tomto ročníku Finsko, Španělsko a Jugoslávie.
Vítězem ročníku se stalo Lucembursko s písní „Nous les amoureux“, kterou v soutěži zazpíval Jean-Claude Pascal, což bylo první z pěti vítězství této země v soutěži. Ačkoli v době soutěže nebyla píseň takto interpretována, v současnosti je vítězná píseň interpretována tak, že skrytě hovoří o homosexuálním vztahu: text se týká lásky, která je společností odsuzována a náboženstvím zakázána, avšak zpěvák doufá, že jednoho dne bude jejich vztah pokračovat bez kontroverzí. Písně s takovou tematikou by byly považovány za tabu, hlavně proto, že sexuální aktivity osob stejného pohlaví byly v té době nezákonné téměř v polovině zemí soutěžících v soutěži. Pascal osobně později přiznal, že skutečný význam textu musel být skryt za podtextem a dvojsmysly. Vzhledem k tomu, že píseň byla vydána ještě před vznikem moderních hnutí na podporu homosexuální komunity, píseň je od té doby chápána jako raná protestní píseň ve prospěch práv sexuálních menšin. Píseň byla od té doby viditelněji využívána ke zdůraznění LGBTQ, včetně propagačního videa francouzské vlády, které mělo upozornit na homofobii, bifobii a transfobii.

## Formát
Každou zemi reprezentoval jeden interpret, na pódiu mohli být maximálně dva lidé. Každá země mohla mít vlastního dirigenta.
O výsledku rozhodovali porotci – za každou zemi rozhodovalo 10 porotců, každý z nich dal jeden bod jedné skladbě. Nikdo z porotců se nemohl hlasování zdržet, ani hlasovat pro svou zemi.
Los, který určil pořadí vystupujících, proběhl 16. března 1961.

## Dirigenti
Každé představení mělo dirigenta, který orchestr řídil. Země buď mohla mít svého vlastního dirigenta, ovšem nemusela. Pokud dirigenta neměla vlastního, orchestru se ujal dirigent hostitelské Francie.
- Španělsko – Rafael Ferrer
- Monako – Raymond Lefèvre
- Rakousko – Franck Pourcel
- Finsko – George de Godzinsky
- Jugoslávie – Jože Privšek
- Nizozemsko – Dolf van der Linden
- Švédsko – William Lind
- Německo – Franck Pourcel
- Francie – Franck Pourcel
- Švýcarsko – Fernando Paggi
- Belgie – Francis Bay
- Norsko – Øivind Bergh
- Dánsko – Kai Mortensen
- Lucembursko – Léo Chauliac
- Spojené království – Harry Robinson
- Itálie – Gianfranco Intra

## Výsledky
| Pořadí | Země               | Interpret            | Skladba                        | Jazyk                  | Umístění | Body |
| ------ | ------------------ | -------------------- | ------------------------------ | ---------------------- | -------- | ---- |
| 1.     | Španělsko          | Conchita Bautista    | „Estando contigo“              | španělština            | 9        | 8    |
| 2.     | Monako             | Colette Deréal       | „Allons, allons les enfants“   | francouzština          | 10       | 6    |
| 3.     | Rakousko           | Jimmy Makulis        | „Sehnsucht“                    | němčina                | 15       | 1    |
| 4.     | Finsko             | Laila Kinnunenová    | „Valoa ikkunassa“              | finština               | 10       | 6    |
| 5.     | Jugoslávie         | Ljiljana Petrovićová | „Neke davne zvezde“            | srbochorvatština       | 8        | 9    |
| 6.     | Nizozemsko         | Greetje Kauffeld     | „Wat een dag“                  | nizozemština           | 10       | 6    |
| 7.     | Švédsko            | Lill-Babs            | „April, april“                 | švédština              | 14       | 2    |
| 8.     | Německo            | Lale Andersenová     | „Einmal sehen wir uns wieder“  | němčina, francouzština | 13       | 3    |
| 9.     | Francie            | Jean-Paul Mauric     | „Printemps (avril carillonne)“ | francouzština          | 4        | 13   |
| 10.    | Švýcarsko          | Franca di Rienzo     | „Nous aurons demain“           | francouzština          | 3        | 16   |
| 11.    | Belgie             | Bob Benny            | „September, gouden roos“       | nizozemština           | 15       | 1    |
| 12.    | Norsko             | Nora Brockstedt      | „Sommer i Palma“               | norština               | 7        | 10   |
| 13.    | Dánsko             | Dario Campeotto      | „Angelique“                    | dánština               | 5        | 12   |
| 14.    | Lucembursko        | Jean-Claude Pascal   | „Nous les amoureux“            | francouzština          | 1        | 31   |
| 15.    | Spojené království | The Allisons         | „Are You Sure?“                | angličtina             | 2        | 24   |
| 16.    | Itálie             | Betty Curtis         | „Al di là“                     | italština              | 5        | 12   |

### Detailní výsledky
|      |                    | Celkem | Itálie | Spojené království | Lucembursko | Dánsko | Norsko | Belgie | Švýcarsko | Francie | Německo | Švédsko | Nizozemsko | Jugoslávie | Finsko | Rakousko | Monako | Španělsko |
| ---- | ------------------ | ------ | ------ | ------------------ | ----------- | ------ | ------ | ------ | --------- | ------- | ------- | ------- | ---------- | ---------- | ------ | -------- | ------ | --------- |
| Země | Španělsko          | 8      |        | 1                  |             |        | 2      |        |           | 2       |         | 1       | 1          |            |        |          | 1      |           |
| Země | Monako             | 6      |        | 1                  |             |        |        |        | 1         |         |         |         |            |            | 3      |          |        | 1         |
| Země | Rakousko           | 1      |        | 1                  |             |        |        |        |           |         |         |         |            |            |        |          |        |           |
| Země | Finsko             | 6      | 2      | 2                  |             | 1      |        |        |           | 1       |         |         |            |            |        |          |        |           |
| Země | Jugoslávie         | 9      |        | 1                  |             | 1      |        |        | 1         | 2       |         |         | 1          |            |        | 3        |        |           |
| Země | Nizozemsko         | 6      | 2      |                    |             |        |        |        |           | 1       | 1       |         |            | 2          |        |          |        |           |
| Země | Švédsko            | 2      |        |                    |             |        |        |        |           | 2       |         |         |            |            |        |          |        |           |
| Země | Německo            | 3      |        |                    |             | 1      |        |        |           |         |         | 1       |            |            |        | 1        |        |           |
| Země | Francie            | 13     |        | 2                  | 1           |        |        |        |           |         | 4       | 1       |            |            | 1      |          | 2      | 2         |
| Země | Švýcarsko          | 16     | 2      | 2                  |             |        |        |        |           |         |         | 4       | 2          | 1          |        | 2        | 2      | 1         |
| Země | Belgie             | 1      |        |                    | 1           |        |        |        |           |         |         |         |            |            |        |          |        |           |
| Země | Norsko             | 10     |        |                    |             | 1      |        | 5      |           |         |         |         |            | 1          | 2      |          |        | 1         |
| Země | Dánsko             | 12     |        |                    |             |        | 8      |        |           |         |         | 2       | 1          |            | 1      |          |        |           |
| Země | Lucembursko        | 31     | 3      |                    |             | 1      |        |        | 1         | 1       | 5       | 1       | 1          | 5          | 3      | 4        | 4      | 2         |
| Země | Spojené království | 24     | 1      |                    | 8           | 1      |        | 1      | 7         |         |         |         | 3          |            |        |          |        | 3         |
| Země | Itálie             | 12     |        |                    |             | 4      |        | 4      |           | 1       |         |         | 1          | 1          |        |          | 1      |           |